# Kamenski Vučjak
Kamenski Vučjak (1900-ig Vučjak, 1910 és 1981 között Vučjak Kamenski) falu Horvátországban Pozsega-Szlavónia megyében. Közigazgatásilag Bresztováchoz tartozik.

## Fekvése
Pozsegától légvonalban 20, közúton 30 km-re északnyugatra, községközpontjától légvonalban 18, közúton 24 km-re északra, Szlavónia középső részén, a Papuk-hegység területén, a Papuk Nemzeti Park szélén, a Szalatnokot Pozsegával összekötő 69-es számú főút mentén Novo Zvečevo és Striježevica között fekszik.

## Története
A település határában állt a középkorban Kővár (Kamengrad) vára. Építési ideje és építtetője ismeretlen. 1420-ban „Castrum Kwuar”, 1421-ben „Castrum Kew War”, 1475-ben „Castrum Kewar” néven szerepel a korabeli forrásokban. 1388-ig királyi vár, majd 1421-ig a Treutel családé, 1422-től 1437-ig az Alsániaké, 1437-től pedig a Thallóczyaké volt. 1498-ban a kővári uradalom a Szapolyai család birtokában volt. 1528-ban Ferdinánd király Hoberdanz Johannak adományozta, de ő ténylegesen nem vette birtokba, majd 1535-ben Tahy Ferencnek és Györgynek adta át. A 16. század közepén foglalta el a török, 35 lovas és 50 gyalogos őrsége volt. 1565-ben a vár Pozsegai szandzsák részeként a Kamenszkói náhije központja volt. Valószínűleg a török elleni felszabadító harcokban a 17. század végén pusztult el, 1702-ben már romosnak írják le.
A település a török uralom idején keletkezett Boszniából érkezett pravoszláv vlachok betelepülésével. 1698-ban „Vucsiak” néven 13 portával szerepel a török uralom alól felszabadított szlavóniai települések összeírásában.
Az első katonai felmérés térképén „Dorf Vuchiak” néven találjuk. Lipszky János 1808-ban Budán kiadott repertóriumában „Vuchiak” néven szerepel. Nagy Lajos 1829-ben kiadott művében „Vuchiak” néven összesen 46 házzal, 382 lakossal találjuk. 1857-ben 88, 1910-ben 247 lakosa volt. 1910-ben a népszámlálás adatai szerint lakosságának 74%-a szerb, 15%-a horvát, 4%-a magyar, 3-3%-a német és cseh anyanyelvű volt. Pozsega vármegye Pakráci járásának része volt. Az első világháború után 1918-ban az új szerb-horvát-szlovén állam, majd később (1929-ben) Jugoszlávia része lett. A második világháború idején 1942-ben és 1943-ban súlyos harcok zajlottak itt, végül az egész vidék a partizánok ellenőrzése alá került. 1991-ben lakosságának 90%-a szerb, 6%-a horvát nemzetiségű volt. A délszláv háború során 1991 októberének elején foglalták el a JNA banjalukai hadtestének csapatai. A horvát hadsereg 123. pozsegai dandárjának egységei az Orkan ’91 hadművelet során 1991. december 16-án foglalták vissza. A szerb lakosság elmenekült. 2011-ben 6 lakosa volt.

## Lakossága
| Lakosság változása | Lakosság változása | Lakosság változása | Lakosság változása | Lakosság változása | Lakosság változása | Lakosság változása | Lakosság változása | Lakosság változása | Lakosság változása | Lakosság változása | Lakosság változása | Lakosság változása | Lakosság változása | Lakosság változása | Lakosság változása |
| ------------------ | ------------------ | ------------------ | ------------------ | ------------------ | ------------------ | ------------------ | ------------------ | ------------------ | ------------------ | ------------------ | ------------------ | ------------------ | ------------------ | ------------------ | ------------------ |
| 1857               | 1869               | 1880               | 1890               | 1900               | 1910               | 1921               | 1931               | 1948               | 1953               | 1961               | 1971               | 1981               | 1991               | 2001               | 2011               |
| 88                 | 111                | 104                | 129                | 144                | 247                | 338                | 326                | 138                | 160                | 175                | 184                | 104                | 89                 | 5                  | 6                  |

## Nevezetességei
A településtől keletre a Papuk-hegységben találhatók Kővár várának erdő borította jelentős romjai. Legrégibb része a belső vár, melynek magját egy U alakú palotaszárny képezhette, amit északon egy egyenes, vastag fal zárt le, közepén egy tekintélyes méretű kaputoronnyal. A kaputornyon máig láthatók az egykori felvonóhíd számára bevésett mélyedések és a kapu kőkeretének egy része. A belső vár helyiségeinek csak csekély maradványai láthatók. A belső várat erős fallal vették körül, melyet félkör alakú tornyok erősítettek. A keleti toronynál volt a vár vízellátását biztosító ciszterna. Minden félköríves tornyon lőrések láthatók. A várat mára annyira benőtte a növényzet, hogy alaprajza nehezen kivehető.